# Malacopteron cinereum
Tordina-de-coroa-escamada ou tordina-de-coroa-malhada (Malacopteron cinereum) é uma espécie de ave da família Pellorneidae.
Pode ser encontrada nos seguintes países: Brunei, Camboja, Indonésia, Laos, Malásia, Tailândia e Vietname.
Os seus habitats naturais são: florestas subtropicais ou tropicais húmidas de baixa altitude.